# Оноре
Оноре (итал. Onore) — коммуна в Италии, располагается в регионе Ломбардия, в провинции Бергамо.
Население составляет 750 человек (2008 г.), плотность населения составляет 65 чел./км². Занимает площадь 11 км². Почтовый индекс — 24020. Телефонный код — 0346.
В коммуне 15 августа особо празднуется Успение Пресвятой Богородицы.

## Демография
Динамика населения:

## Администрация коммуны
- Официальный сайт: http://www.comune.onore.bg.it Архивная копия от 13 июня 2021 на Wayback Machine